# Neotabuda ater
Neotabuda ater är en tvåvingeart som beskrevs av Krober 1931. Neotabuda ater ingår i släktet Neotabuda och familjen stilettflugor. Inga underarter finns listade i Catalogue of Life.